# Macrostylis angolensis
Macrostylis angolensis là một loài chân đều trong họ Macrostylidae. Loài này được Brandt miêu tả khoa học năm 2004.